# Парламентські вибори в Нідерландах 2003
Позачергові парламентські вибори відбулися 22 січня 2003 і принесли перемогу правлячій партії Християнсько-демократичний заклик.
Вибори були проведені після відставки першого кабінету Балкененде 16 жовтня 2002 після конфліктів пов'язаних з партією Список Піма Фортейна.
Основна боротьба розгорнулась між правлячою партією Християнсько-демократичний заклик та опозиційною Партією праці.
Партія праці збільшила своє представництво у другій палаті парламенту після поразки на минулих парламентських виборах 2002 року, проте не змогла набрати найбільшу кількість голосів. Список Піма Фортейна за відсутності головного її організатора, вбитого напередодні виборів 2002 року, значно втратив свою популярність і зменшив своє представництво з 26 до 8.

## Результати голосування
| Партії | Політична ідеологія             | Фронтмен партії     | Голоси    | Місця | +/- | % голосів | % місць |
| --- | ------------------------------- | ------------------- | --------- | ----- | --- | --------- | ------- |
| Християнсько-демократичний заклик                                                                                               | Християнська демократія         | Ян Петер Балкененде | 2,763,480 | 44    | +1  | 28.6      | 29.3    |
| Партія праці | Соціал-демократія               | Вутер Бос           | 2,631,363 | 42    | +19 | 27.3      | 28.0    |
| Народна партія за свободу і демократію                                                                                          | Консервативний лібералізм       | Gerrit Zalm         | 1,728,707 | 28    | +4  | 17.9      | 18.7    |
| Соціалістична партія | Демократичний соціалізм         | Ян Марійніссен      | 609,723   | 9     | 0   | 6.3       | 6.0     |
| Список Піма Фортейна | Ліберал-націоналізм, Фортейнізм | Mat Herben          | 549,975   | 8     | -18 | 5.7       | 5.3     |
| Зелені ліві | Зелена політика                 | Фемке Галсема       | 495,802   | 8     | -2  | 5.1       | 5.3     |
| Демократи 66 | Соціал-лібералізм               | Thom de Graaf       | 393,333   | 6     | -1  | 4.1       | 4.0     |
| Християнський союз | Християнська демократія         | Андре Рувет         | 204,694   | 3     | -1  | 2.1       | 2.0     |
| Реформістська партія | Протестантський консерватизм    | Bas van der Vlies   | 150,305   | 2     | 0   | 1.6       | 1.3     |
| Загалом (явка 80.0 %) |                                 |                     | 9,654,475 | 150   | 0   | 98.7      | 100.0   |
| Джерело:http://www.nsd.uib.no/european_election_database/country/netherlands/ [Архівовано 30 листопада 2010 у Wayback Machine.] |                                 |                     |           |       |     |           |         |

Після виборів розпочалися коаліційні переговори між Партією праці та Християнсько-демократичним закликом, які завершились безрезультатно. Після нових перемовин було створено коаліцію у складі партій Християнсько-демократичний заклик, Народної партії за свободу і демократію та партії Демократи 66, яка 27 травня 2003 сформувала другий кабінет Балкененде.